# Manuel Chaves
Manuel María Chaves González (Ceuta, 7 de julio de 1945) es un expolítico español, miembro del PSOE, conocido por haber sido presidente de la Junta de Andalucía entre 1990 y 2009, así como vicepresidente segundo del Gobierno de España. 
Fue presidente del PSOE entre 2000 y 2012, y presidente de la federación andaluza del PSOE entre 1994 y 2010. También ejerció los cargos de ministro de Trabajo y Seguridad Social durante el gobierno de Felipe González, así como vicepresidente segundo y ministro de Política Territorial y Administración Pública del segundo gabinete de José Luis Rodríguez Zapatero. Durante varias legislaturas también fue diputado en el Congreso de los Diputados y en el Parlamento de Andalucía.
Tras la «preimputación» de la jueza de Instrucción Mercedes Alaya por presunta corrupción por el escándalo de los ERE falsos, el 17 de febrero de 2015, el Tribunal Supremo lo citó a declarar como imputado junto a José Antonio Griñán y los otros tres aforados incluidos en la causa.
El 19 de noviembre de 2019, Chaves fue condenado a nueve años de inhabilitación especial para empleo o cargo público por el delito de prevaricación por el caso del ERES fraudulentos. La Audiencia de Sevilla consideró que los expresidentes andaluces eran «conscientes de la palmaria ilegalidad» del desvío de fondos. Esta sentencia fue confirmada en 2022 por el Tribunal Supremo y anulada posteriormente en 2024 por el Tribunal Constitucional que ordenó dictar otra sentencia, al estimar parcialmente el recurso de amparo presentado por Chaves y declaró que se había vulnerado su derecho a la legalidad penal en el caso.

## Biografía

### Infancia y juventud
Nació el 7 de julio de 1945, en la ciudad de Ceuta. Era hijo del coronel de artillería Antonio Chaves Plá, y de la ceutí África González López, responsable de la Sección Femenina de dicha ciudad. Se trasladó años más tarde a Cádiz y posteriormente a Sevilla, donde cursó estudios en el colegio claretiano de esa ciudad y, posteriormente, en el colegio salesianos de Utrera, en el cual permanecería como estudiante interno. 
A comienzos de la década de 1960 formó parte del grupo socialista que se configuró en torno a Alfonso Fernández Torres, al que también pertenecieron Alfonso Guerra, Guillermo Galeote, Felipe González, Luis Yáñez o Manuel del Valle. Sería en esta época, mientras estudiaba Derecho, cuando se inició en la política. Es militante del PSOE y de UGT desde 1968.
Se licenció en Derecho por la Universidad de Sevilla, ejerciendo en ella como profesor no numerario hasta que aprobó su tesis doctoral titulada El accidente de trabajo por acto de tercero y conseguir así una plaza de profesor titular, en un primer momento en Bilbao y posteriormente en la Facultad de Derecho de Córdoba. Fue diputado por Cádiz en el Congreso desde 1977 hasta 1990.

### Ministro de Trabajo y Seguridad Social

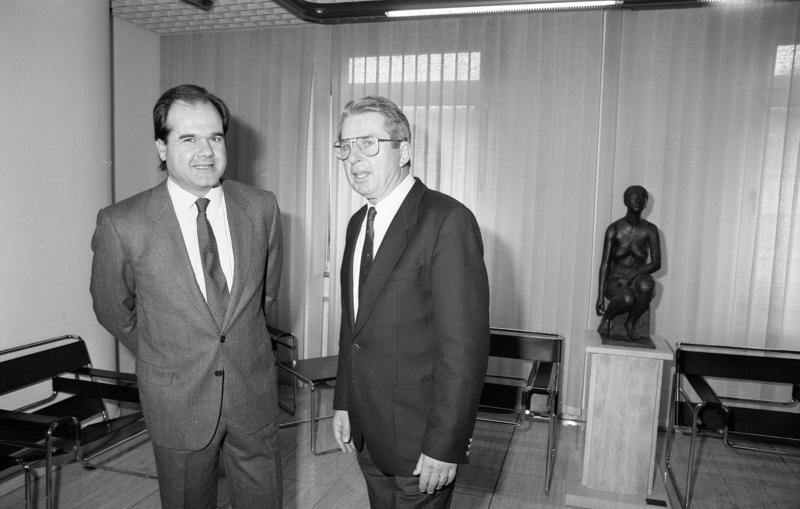
Manuel Chaves durante una visita a la Alemania occidental, en 1989.

En julio de 1986 fue nombrado ministro de Trabajo y Seguridad Social en el gobierno de Felipe González. Vino a sustituir a Joaquín Almunia, que pasaría a desempeñar la cartera de Administraciones Públicas.
En su condición de antiguo dirigente de UGT hubo de hacer frente a la huelga general del 14 de diciembre de 1988, convocada —entre otros— por los sindicatos CCOO y UGT. En un contexto de paro elevado, las organizaciones sindicales demandaban la creación de empleo, la reforma del INEM y la retirada del Plan de Empleo Juvenil. La jornada huelguística cosechó un importante triunfo, pues logró movilizar el descontento entre la base social del PSOE para con la política económica del gobierno González, consiguiendo también paralizar a buena parte del país. Chaves, que en un principio llegó a tachar la huelga de «política», con posterioridad acabaría reconociendo que esta constituyó «un duro golpe para el gobierno».
En abril de 1990 se produjo un pequeño reajuste de gabinete que se saldó con la salida de Manuel Chaves, quien sería sustituido por Luis Martínez Noval.

### Presidente autonómico
A finales de la década de 1980 los dirigentes Alfonso Guerra y José Rodríguez de la Borbolla mantuvieron una fuerte lucha por el control de la federación andaluza del PSOE, pugna que se saldó con la victoria del primero. Chaves, considerado un «delfín del guerrismo» y un candidato «dócil», fue situado como aspirante a la presidencia de la Junta de Andalucía. En las elecciones regionales de 1990 el PSOE obtuvo un éxito, logrando convertirse en presidente de la Junta de Andalucía. En esos comicios, a pesar del hecho de ser todavía un candidato nuevo para los electores andaluces, mantuvo la mayoría absoluta del PSOE y el amplio margen de victoria sobre todos los partidos de la oposición. De manera informal, se le consideraba entonces como uno de tres barones del PSOE, junto a Juan Carlos Rodríguez Ibarra y José Bono, también presidentes autonómicos.

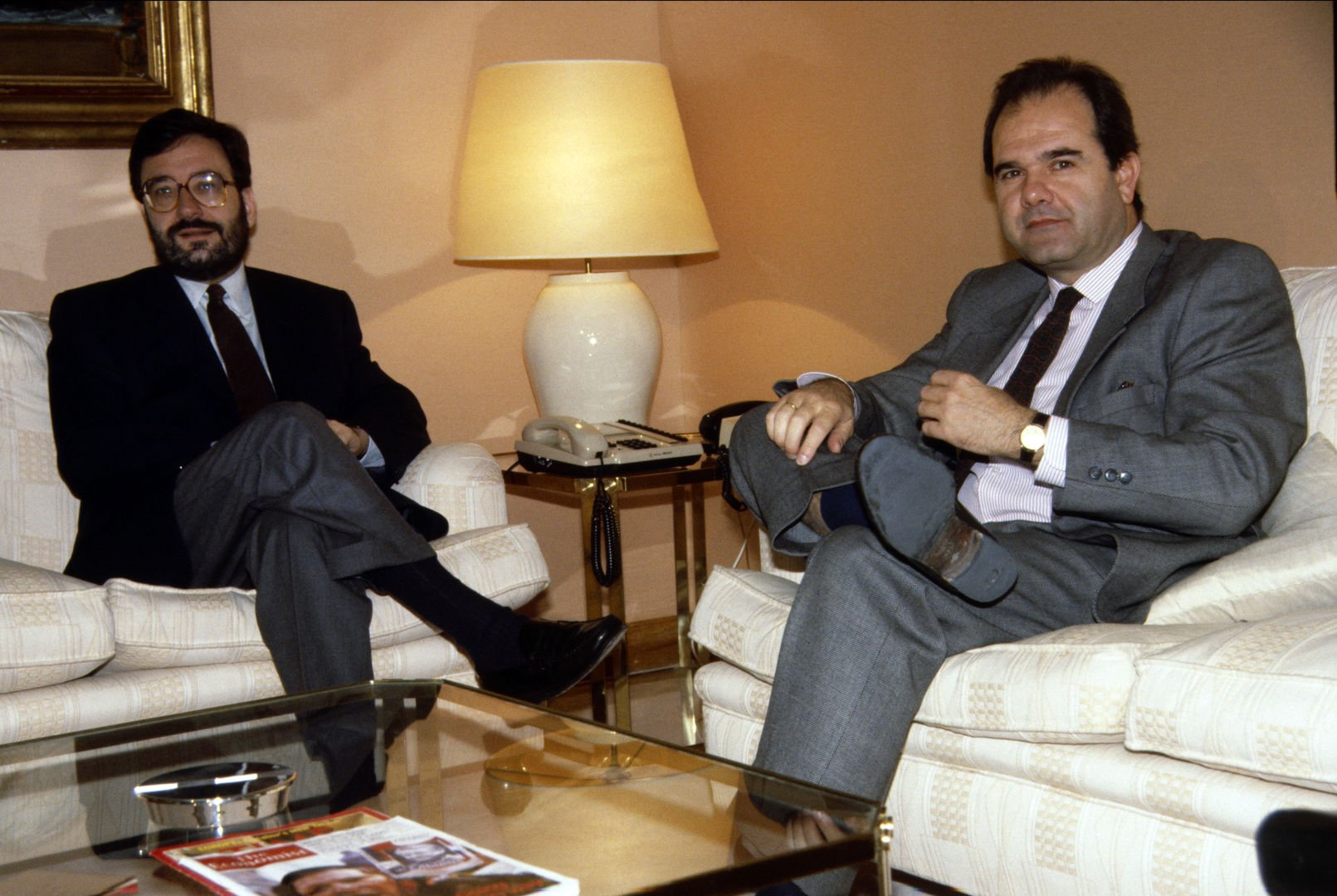
Fotografiado en 1991 junto con Narcís Serra en La Moncloa.

En 1994 accedió a la Secretaría General del PSOE-A. Ese mismo año afrontó sus segundas elecciones. Con un marco económico desfavorable y alto desempleo, el PSOE ganó las elecciones, pero sufrió un severo desgaste y perdió la mayoría absoluta, quedando sin posibilidad de pactos parlamentarios. 
El Partido Popular e Izquierda Unida dejaron en minoría parlamentaria al gobierno del PSOE. Pese a ser de posturas políticas antagónicas, las dos principales formaciones de la oposición unían sus fuerzas para votar negativamente cualquier disposición del Parlamento y forzar unas nuevas elecciones. Dicha situación de bloqueo en el Parlamento andaluz fue conocido como "la pinza" contra el PSOE. Fue imposible aprobar leyes y presupuestos, y tras solo un año y medio de legislatura fueron convocadas elecciones. Chaves las hizo coincidir con las generales de 1996, con el fin de aumentar la participación. El PSOE ganó estas elecciones con un mayor margen, lo que permitió una gobernabilidad estable pactando con el Partido Andalucista.
Tras la derrota de su partido en las elecciones generales del 12 de marzo de 2000, por la cual dimitió Joaquín Almunia como secretario general, se hizo cargo de la Comisión Política (nombre que se le dio a la gestora). Como presidente de la misma, organizó el XXXV Congreso del PSOE, en el cual sería elegido secretario general José Luis Rodríguez Zapatero. Fue propuesto para el cargo de presidente del PSOE por el propio Zapatero. En las elecciones autonómicas de ese año las elecciones propiciaron la repetición del pacto PSOE-PA, inaugurando su cuarta legislatura.
El pacto continuó hasta 2004, cuando se celebraron los comicios de su quinta victoria. Con unos datos económicos favorables y en medio de un gran desgaste del Gobierno central de José María Aznar, el PSOE ganó las elecciones generales, y con gran margen, las que tuvieron lugar el mismo día en Andalucía. Los socialistas vencieron por 18 puntos al PP y volvían a disponer de una amplia mayoría absoluta como la que disfrutaban en los años 80 y principios de los 90. El gobierno de Chaves inició el proceso para reformar el Estatuto de autonomía de Andalucía, buscando un acuerdo con IU para alcanzar la mayoría necesaria, y alejándose del PA, contrario a la reforma planteada por el PSOE.
Uno de los momentos más bajos de su etapa como presidente autonómico lo experimentó tras la concesión por parte de su Gobierno del título de hija predilecta de Andalucía a la duquesa de Alba en febrero de 2006, acto que provocó la indignación de gran parte de la ciudadanía progresista andaluza y manifestaciones del Sindicato de Obreros del Campo y de otras asociaciones de jornaleros, que fueron reprimidas con fuerte violencia.
En 2008 tienen lugar sus sextas elecciones, y las últimas de la serie de comicios autonómicos coincidentes con los generales. Chaves revalida su mayoría absoluta aunque sólo con un escaño sobre el margen necesario. En esas fechas España experimentaba el inicio de una crisis económica que provocó que los datos de producción y empleo empeoraron notablemente en Andalucía.

### Vicepresidente y ministro de Política Territorial
El 7 de abril de 2009 volvió al Gobierno central, tras ser nombrado por Zapatero como vicepresidente tercero y ministro de Política Territorial. Ese mismo día dimitió como presidente de la Junta de Andalucía y diputado regional. Según señaló Zapatero al anunciar los cambios en el Gobierno, "Chaves tiene la responsabilidad del diálogo con las Comunidades Autónomas. Como tal, tendrá que dirigir la negociación de la financiación autonómica y superar los problemas que sellar un acuerdo con las autonomías de régimen común, entre ellas con Cataluña".
Con la remodelación del Gobierno en octubre de 2010, el Ministerio de Política Territorial asumió la Secretaría de Estado para la Función Pública, con lo que fue cesado como ministro de Política Territorial y nombrado ministro de Política Territorial y Administración Pública, para lo que tuvo que volver a prometer su cargo ante el Rey.
El 12 de julio de 2011, tras la salida del Gobierno de Alfredo Pérez Rubalcaba, Manuel Chaves pasó a ser vicepresidente de Política Territorial, cargo equivalente al de vicepresidente segundo.

## Escándalos por corrupción

### Caso Matsa
Manuel Chaves fue denunciado por el principal partido de la oposición, el Partido Popular, y por el sindicato Manos Limpias, de infringir la Ley de Incompatibilidades de Altos Cargos por conceder la Junta de Andalucía, durante la presidencia de Manuel Chaves, una subvención de 10 millones de euros a la empresa Matsa —en la que su hija, Paula Chaves, trabajaba como jurista—. El expediente administrativo del caso fue cerrado al no ver la Junta de Andalucía indicios de delito en ello. El Partido Popular elevó una querella al Tribunal Supremo por prevaricación y tráfico de influencias, que fue finalmente rechazada y archivada el 18 de febrero de 2010, con el voto unánime de los magistrados de la Sala, al considerar que los hechos denunciados no eran constitutivos de delito y carecer las afirmaciones del querellante de relevancia penal. Tras el caso, la Junta de Andalucía presidida por José Antonio Griñán decidía no abrirle expediente sancionador a Manuel Chaves por el caso ocurrido.
Pese a ello, en enero de 2011 el Tribunal Superior de Justicia Andaluza, con el voto particular del magistrado Julián Moreno Retamino, ha declarado nula la resolución de la Junta de Andalucía de no abrir expediente sancionador hacia Manuel Chaves por su actuación en este caso.
La sentencia estimó el recurso interpuesto por el PP, calificando el acuerdo del Consejo de Gobierno del 31 de julio de no abrir expediente sancionador a Manuel Chaves como "arbitrario e injustificado".
La sentencia entiende que la Junta actuó incorrectamente por lo siguiente:
- Fundamento Jurídico 4.º: El Consejo de Gobierno tiene la obligación de controlar que "se realice una actividad investigadora razonable que descarte unos hechos que sin prejuzgar su veracidad y trancendencia sancionadora, tienen una gravedad evidente que exigían una mínima investigación y comprobación maxime teniendo en cuenta además que la concesión del incentivo estuvo rodeada de una gran polémica". La Junta de Andalucía "se limitó a fabricar unos informes jurídicos interpretativos sobre el precepto que se denunciaba". Es decir, la Junta se dedicó a justificar su actuación de no abrir el expediente sancionador.

- Fundamento Jurídico 5.º: La falta de apertura del expediente sancionador "vulnera el reglamento de potestad sancionadora e ignora los principios constitucionales consagrados en los artículos 103,1 y 9.3 de la Carta Magna (servir con objetividad a los intereses generales con sometimiento pleno a la Ley y al Derecho)"

### Los ERE en Andalucía
El caso ERE en Andalucía, una red de corrupción política vinculada a la Junta de Andalucía dirigida por el Partido Socialista Obrero Español. El origen del caso estuvo en la investigación de una supuesta corrupción en la empresa sevillana Mercasevilla. Este procedimiento se cerró mediante sentencia que estableció que "no se ha probado" que los acusados "manipularan" para alterar la adjudicación en la venta de los terrenos.
El 10 de septiembre de 2013, Chaves fue imputado por la jueza Alaya, titular del juzgado de Instrucción 6 de Sevilla en el caso de los ERE falsos junto a su sucesor como presidente de la Junta de Andalucía José Antonio Griñan y a cinco exconsejeros del Gobierno andaluz: Antonio Ávila, Carmen Martínez Aguayo, Manuel Recio, Francisco Vallejo y José Antonio Viera.
El 19 de noviembre de 2019, Chaves fue condenado a nueve años de inhabilitación especial para empleo o cargo público por el delito de prevaricación por el caso del ERES fraudulentos. La Audiencia de Sevilla consideró que los expresidentes andaluces eran «conscientes de la palmaria ilegalidad» del desvío de fondos. Esta sentencia fue confirmada en 2022 por el Tribunal Supremo y anulada posteriormente en 2024 por el Tribunal Constitucional que ordenó dictar otra sentencia, al estimar parcialmente el recurso de amparo presentado por Chaves y declaró que se había vulnerado su derecho a la legalidad penal en el caso.
La revocación de la condena por prevaricación por el Tribunal Constitucional mantuvo un elemento: al ordenar a la Audiencia Provincial de Sevilla que se ciñera la causa a un aspecto puntual en el que sí podría caber en el concepto penal de prevaricación: una modificación presupuestaria realizada en diciembre de 2004 por el Gobierno presidido por Chaves, con la que se incrementaron los fondos de una partida (el programa 3.2 H) que luego fueron indebidamente destinados a las ayudas sociolaborales fraudulentas de los ERE.

## Cargos desempeñados
Cargos públicos
- Diputado por Cádiz en el Congreso de los Diputados (1977-1990)
- Ministro de Trabajo y Seguridad Social (1986-1990)
- Diputado por Cádiz en el Parlamento de Andalucía (1990-2009)
- Presidente de la Junta de Andalucía (1990-2009)
- Vicepresidente Tercero del Gobierno de España (2009-2011)
- Ministro de Política Territorial (2009-2010)
- Ministro de Política Territorial y Administración Pública (2010-2011)
- Vicepresidente de Política Territorial del Gobierno de España (2011)

Cargos de partido
- Presidente del PSOE de la provincia de Cádiz (1988-1990)
- Secretario general del PSOE de Andalucía (1994-2010)
- Presidente del PSOE (2000-2012)

## Distinciones y condecoraciones
- Caballero gran cruz de la Orden de Carlos III (30 de julio de 1993).[32]
- Caballero gran cruz de la Orden de Isabel la Católica (30 de diciembre de 2011).[33]